# Arachnodes aeneoviridis
Arachnodes aeneoviridis är en skalbaggsart som beskrevs av Antoine Boucomont 1937. Arachnodes aeneoviridis ingår i släktet Arachnodes och familjen bladhorningar. Inga underarter finns listade.